# Claude Zidi
Claude Zidi (ur. 25 lipca 1934 w Paryżu) – francuski reżyser, scenarzysta, operator filmowy i producent filmowy, który zasłynął głównie z produkcji groteskowych komedii.

## Życiorys
Ukończył technikum filmowe i TV. Zaczynał jako operator filmowy na planie dramatu Głową o mur (La Tête contre les murs, 1959) z Anouk Aimée i Charles'em Aznavourem, komedii romantycznej Gra dla sześciu kochanków (L'Eau à la bouche, 1960) z muzyką Serge Gainsbourga i komediodramatu Zabawa w masakrę (Jeu de massacre, 1967) z Jeanem-Pierre Casselem. Był autorem zdjęć do filmu 48 godzin miłości (Quarante-huit heures d'amour, 1969), komedii Sztylet (Poussez pas grand-père dans les cactus, 1969) z Michelem Galabru, Elise, prawdziwe życie (Élise ou la vraie vie, 1970). Pełnił funkcję asystenta operatorów przy realizacji filmów Claude'a Chabrola; dramatu biograficznego o francuskim seryjnym mordercy Henri-Desiré Landru Landru (1963) z Danielle Darrieux, Łanie (Les Biches, 1968) z Jeanem-Louisem Trintignantem, thrillera Niewierna żona (Femme infidele, 1969) i dramacie kryminalnym Niech bestia zdycha (Que la bête meure, 1969) oraz dreszczowca Rzeźnik (Le Boucher, 1970).
W 1971 roku zadebiutował jako reżyser i scenarzysta komedii przygodowo-wojennej Pięciu szalonych chłopaków (Les Bidasses en folie). Jego specjalnością stały się komedie, m.in. Wielka historia (Le Grand bazar, 1973) z Michelem Serraultem, Diabli mnie biorą (La moutarde me monte au nez, 1974) z udziałem Pierre'a Richarda i Jane Birkin, Skrzydełko czy nóżka (L'Aile ou la Cuisse, 1976) z Louisem de Funèsem i Coluche'em, Dubler (L'Animal, 1977) z Jeanem-Paulem Belmondem, Raquel Welch, Jane Birkin i Johnnym Hallydayem, Fajtłapa (Inspecteur la Bavure, 1980) z Coluche i Gérardem Depardieu, Głupstwa na wakacjach (Les Sous-doués en vacances, 1982) z Danielem Auteuilem i Florence Guérin. Zrealizował także melodramat Ich dwoje (Deux, 1989) z Gérardem Depardieu, Beatą Tyszkiewicz, François Cluzetem i Wojciechem Pszoniakiem.
W 1985 roku odebrał dwie nagrody Cezara za najlepszy film i reżyserię Skorumpowanych (Les Ripoux, 1984) z Thierrym Lhermitte'em. Zidi zdobył także nominację za najlepszy scenariusz oryginalny.

## Wybrana filmografia
- 1971: Pięciu szalonych chłopaków (Les Bidasses en folie)
- 1974: Diabli mnie biorą (La moutarde me monte au nez)
- 1975: Cenny depozyt (La Course à l'échalote)
- 1976: Skrzydełko czy nóżka (L'Aile ou la Cuisse)
- 1978: Panowie, dbajcie o żony (La Zizanie)
- 1980: Ponad-zdolny (Les Sous-doués)
- 1980: Fajtłapa (Inspecteur la Bavure)
- 1982: Głupstwa na wakacjach (Les Sous-doués en vacances)
- 1984: Skorumpowani (Les Ripoux)
- 1985: Les Rois du gag
- 1987: Stowarzyszenie złoczyńców (Association de malfaiteurs)
- 1989: Ich dwoje (Deux)
- 1990: Skorumpowani 2 (Ripoux contre ripoux)
- 1991: La Totale!
- 1993: Profil bas
- 1994: Prawdziwe kłamstwa (True Lies); tylko scenariusz
- 1997: Arlette
- 1999: Asterix i Obelix kontra Cezar (Asterix and Obelix vs Caesar)
- 2001: La Boîte
- 2003: Skorumpowani 3 (Ripoux 3)